# On the Boards
On the Boards è il secondo e ultimo disco registrato in studio dai Taste.

## Descrizione
Pubblicato nel 1970, il disco ricalca le sonorità tipiche del blues rock, eseguite da un trio di musicisti che si ispira alla formazione dei Cream. Emerge la versatilità di Rory Gallagher che, oltre a esibirsi alla chitarra elettrica, utilizza la chitarra acustica in due ballate, e in un paio di brani sfoggia le sue qualità di sassofonista. L’album è considerato l’apogeo della carriera del chitarrista irlandese.

## Tracce
Tutti i brani sono stati composti da Rory Gallagher.
1. What’s Going On – 2:44
2. Railway and Gun – 3:33
3. It’s Happened Before, It’ll Happen Again – 6:32
4. If the Day Was Any Longer – 3:07
5. Morning Sun – 2:38
6. Eat My Words – 3:45
7. On the Boards – 6:01
8. If I Don’t Sing I’ll Cry – 2:38
9. See Here – 3:04
10. I’ll Remember – 3:01

Durata totale: 35:57

## Formazione
- Rory Gallagher - voce, chitarra, armonica a bocca e sassofono contralto
- Richard Mc Cracken - basso
- John Wilson - batteria